# Exorista psamathe
Exorista psamathe là một loài ruồi trong họ Tachinidae.